# Heliantem
Heliantem (Helianthemum) és un gènere de plantes dins la família de les cistàcies (Cistaceae). El seu nom deriva del grec i significa flor de sol. Aquest gènere té unes 110 espècies d'arbusts perennifolis o semiperennifolis. Estan distribuïts per Amèrica, Europa i del Nord d'Àfrica a Àsia Menor i l'Àsia central. El centre de diversitat es troba a la regió mediterrània. Als Països Catalans hi ha 19 espècies d'heliantems.

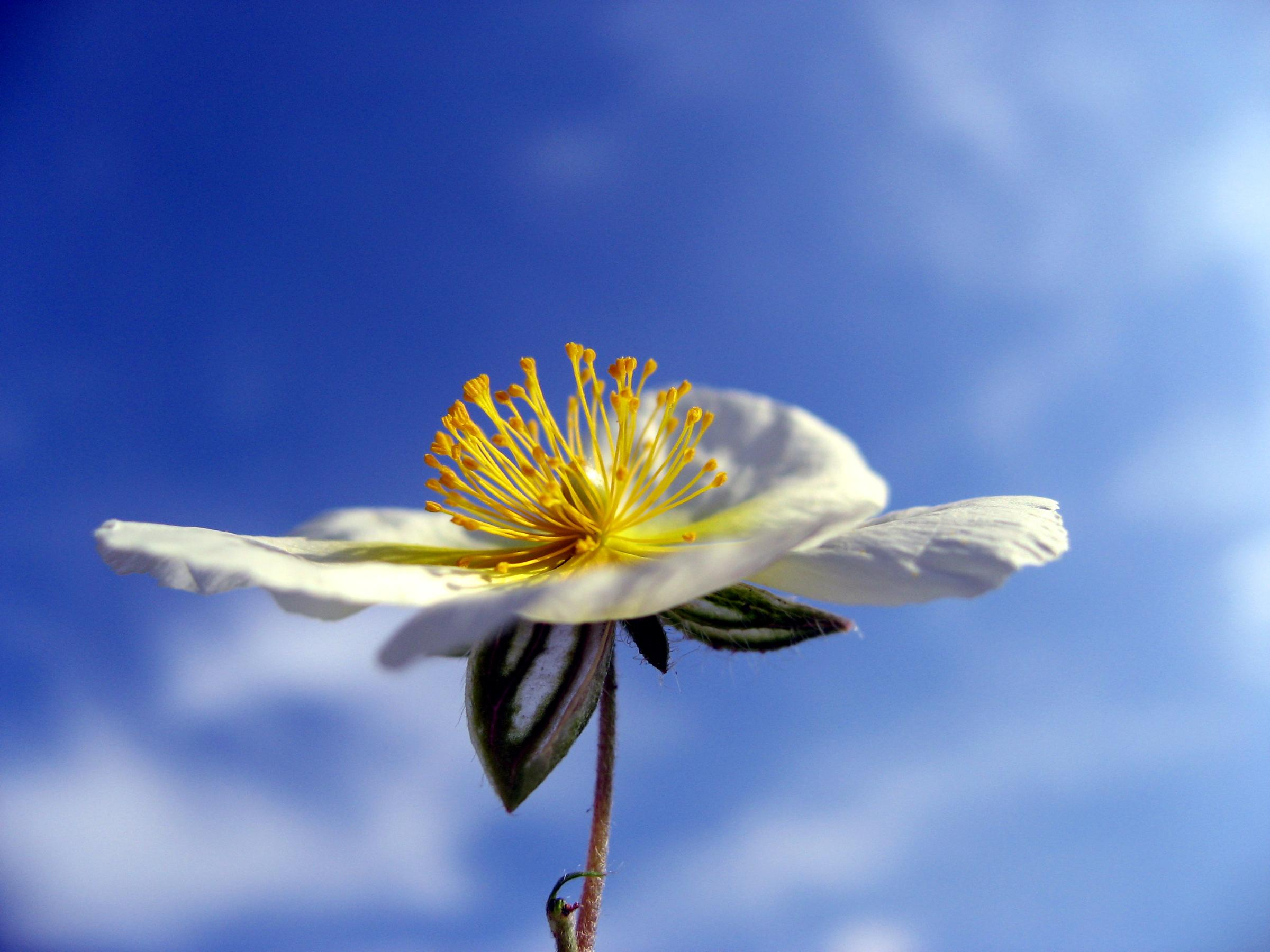
Helianthemum apenninum

Les fulles són de distribució oposada. Les flors de 2 a 4 cm de diàmetre, blanques o grogues ocasionalment tintades de ros. En algunes espècies les flors són bicolors amb elcentre de color groc brillant per tal d'atraure els insectes pol·linitzadors.
Algunes espècies
- Helianthemum aegyptiacum
- Helianthemum almeriense

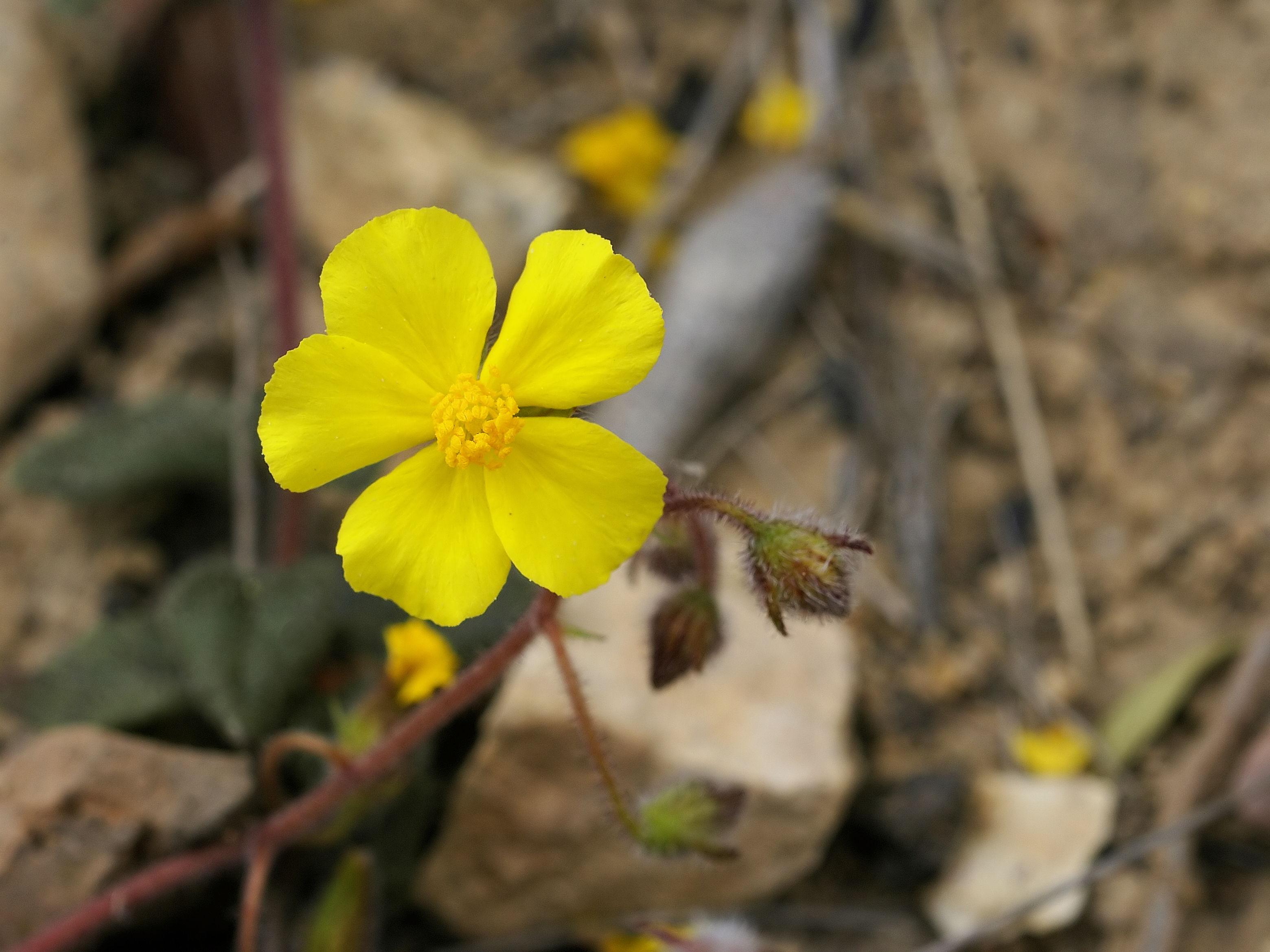
Helianthemum hirtum

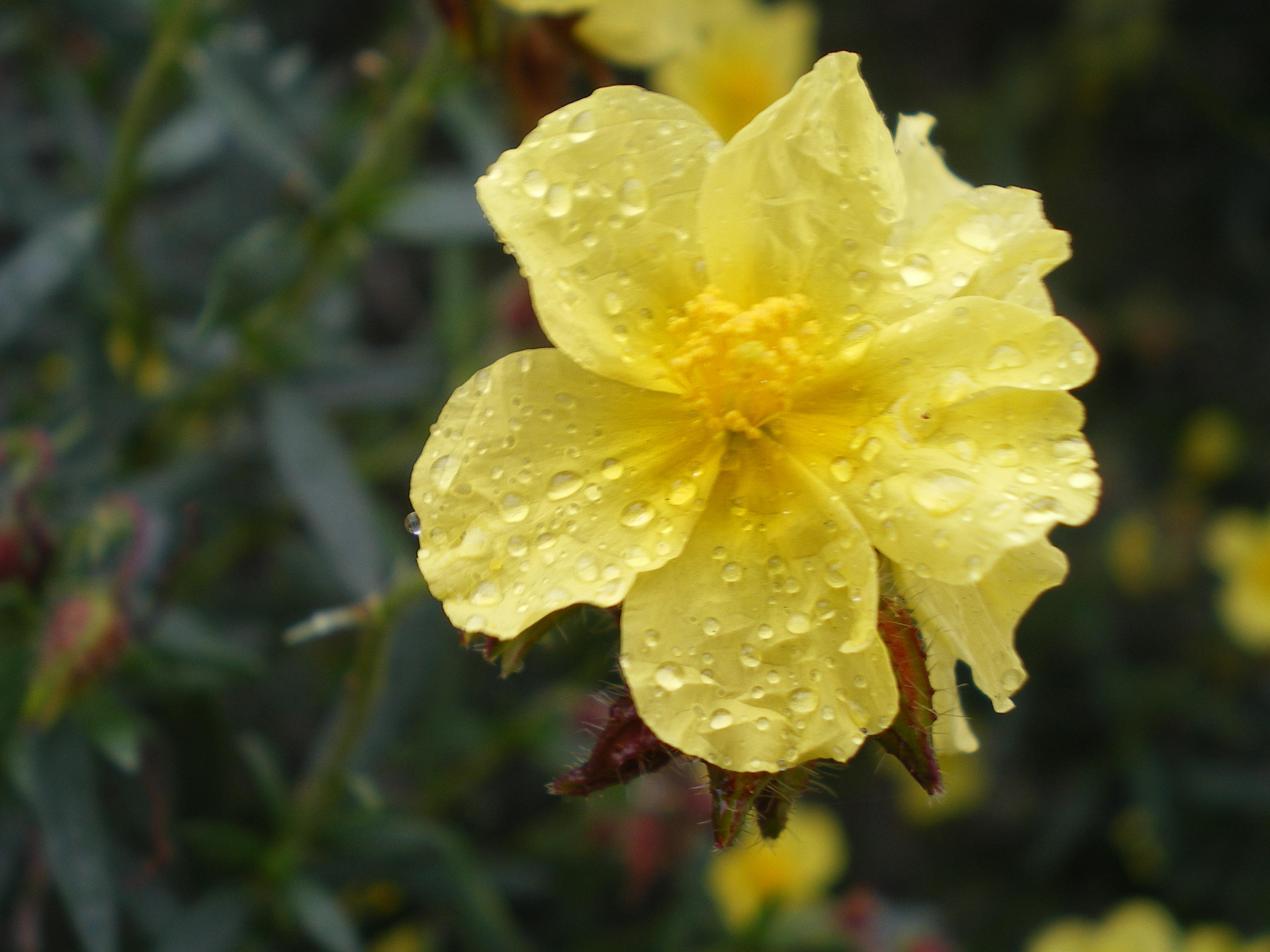
Helianthemum alypoides

- Helianthemum apenninum - Heliantem dels Apenins, Perdiguera White Rockrose
- Helianthemum asperum
- Helianthemum bicknellii
- Helianthemum canadense - Frostweed
- Helianthemum canariense
- Helianthemum canum - Heliantem canescent Hoary Rockrose
- Helianthemum caput-felis
- Helianthemum cinereum
- Helianthemum corymbosum
- Helianthemum croceum
- Helianthemum greenei - Island Rushrose
- Helianthemum guerrae
- Helianthemum hirsutissimum
- Helianthemum hirtum
- Helianthemum hymettium
- Helianthemum jonium
- Helianthemum kahiricum
- Helianthemum lavandulifolium
- Helianthemum ledifolium
- Helianthemum leptophyllum
- Helianthemum lipii
- Helianthemum lunulatum
- Helianthemum marifolium
- Helianthemum morisianum
- Helianthemum nummularium - Common Rockrose
- Helianthemum oelandicum - Herba passarella, Alpine Rockrose (sinònim Helianthemum montanum)
  - Helianthemum oelandicum subsp. oelandicum
  - Helianthemum oelandicum subsp. alpestre (sin. Helianthemum alpestre)
  - Helianthemum oelandicum subsp. italicum (sin. Helianthemum italicum)
  - Helianthemum oelandicum subsp. orientale (sin. Helianthemum orientale)
  - Helianthemum oelandicum subsp. rupifragum (sin. Helianthemum rupifragum)
- Helianthemum origanifolium
- Helianthemum pannosum
- Helianthemum papillare
- Helianthemum piliferum
- Helianthemum pilosum
- Helianthemum rossmaessler
- Helianthemum salicifolium
- Helianthemum sanguineum
- Helianthemum scoparium - Rushrose
- Helianthemum scopulicolum
- Helianthemum sessiliflorum
- Helianthemum songaricum
- Helianthemum spartioides
- Helianthemum squamatum
- Helianthemum stipulatum
- Helianthemum suffrutescens - Amador Rushrose
- Helianthemum villosum
- Helianthemum virgatum
- Helianthemum viscarium
- Helianthemum viscidulum

## Cultiu i usos
Diversos heliantems són plantes ornamentals i hi ha molts híbrids i cultivars que en deriven. Es fan servir en jardins com plantes de roquissar. Hi ha molts colors dins les cultivars incloent el color salmó-rosa brillant i el vermell fosc.